# Theo de Jong
Theodorus Jacob de Jong, més conegut com a Theo de Jong, (Ljouwert, 11 d'agost de 1947) és un exfutbolista neerlandès de la dècada de 1970 i posteriorment entrenador de futbol.
Durant la seva carrera va jugar al NEC Nimega, al Feyenoord Rotterdam i al Roda JC, entre altres clubs. Fou membre del Feyenoord que guanyà la copa de la UEFA de la temporada 1973-74, derrotant el Tottenham Hotspur FC en la final a doble partit. També jugà tres temporades a Hong Kong al Seiko. Fou 15 cops internacional amb Holanda i marcà tres gols. Participà en el Mundial de 1974.
Posteriorment fou entrenador a equips com FC Den Bosch i FC Zwolle, entre d'altres.
El seu fill, Dave de Jong, també és futbolista.